# Gwendoline Joyce Lewis
Pour les articles homonymes, voir Lewis.
Gwendoline Joyce Lewis (1909-1967) est une botaniste sud-africaine.

## Biographie
Elle est diplômée de l'Université du Cap, avec un doctorat.
Elle s'est impliquée dans la description et la classification des espèces de la famille des Iridaceae.
Elle est botaniste à l'Herbier Bolus de l'Université du Cap. Elle est décédée dans la ville du Cap, le 11 avril 1967.

## Travaux
- Gwendoline J. Lewis, pour. Obermeyer AA, Barnard TT. 1972. Gladiolus: To Revision of the South African Species. Ed. C. du Cap: Purnell. 316 pp. illustrations en couleurs par Gwendoline Joyce Lewis  (ISBN 0-360-00155-6).
- Gwendoline J. Lewis. 1954. Some Aspects of the Morphology, Phylogeny and Taxonomy of the South African Iridaceae. Volume 40, tome 2 des Annales. Edition réimpr. des Ann. of the South African Museum, 99 pp.
- Obermeyer AA, Lewis GJ, Faden RB. 1985. Xyridaceae-Juncaceae. Flora of Southern Africa Series, Vol 4 Part 2. Ed Botanical Research Institute, Pretoria. ix + 96 pp

## Sources
- Brummitt, RK; CE Powell. 1992. Authors of Plant Names. Jardins botaniques royaux de Kew, Kew.  (ISBN 1-84246-085-4)
- The Journal of South African Botany: Supplementary volume, Trustees of the National Botanic Gardens of South Africa, 1er janvier 1972 (lire en ligne)